# Стуфу
Стуфу (рум. Stufu) — село у повіті Бакеу в Румунії. Входить до складу комуни Сендулень.
Село розташоване на відстані 228 км на північ від Бухареста, 18 км на південний захід від Бакеу, 101 км на південний захід від Ясс, 149 км на північний захід від Галаца, 124 км на північний схід від Брашова.

## Населення
За даними перепису населення 2002 року у селі проживали 392 особи, з них 391 особа (99,7%) румунів. Рідною мовою 391 особа (99,7%) назвала румунську.